# John Cornwell (Autor)
John Cornwell (* 21. Mai 1940 in London) ist ein britischer Journalist und Buchautor.

## Leben und Werk
Cornwell wurde im Londoner Stadtteil East Ham geboren und katholisch erzogen. Er hatte in seiner Jugend den Wunsch Priester zu werden und verbrachte 5 Jahre im Priesterseminar des Cotton College in der Grafschaft Staffordshire, entschied sich aber schließlich gegen diese Laufbahn. Er studierte daraufhin Englische Literatur an der St Benet’s Hall, die Teil der Universität Oxford ist und danach am Christ’s College der Universität Cambridge. Nachdem er als Lehrer im Londoner East End und als Dozent für Englisch und Philosophie an der McMaster University in Hamilton, Ontario in Kanada gearbeitet hatte, begann er 1970 als Journalist tätig zu werden. 1976 betraute die Londoner Sonntagszeitung The Observer Cornwell mit der Leitung ihrer Auslandsredaktion.
Er ist Autor mehrerer Bücher, darunter eine Biographie des englischen Romantikers Samuel Taylor Coleridge und eine über den britischen Kardinal John Henry Newman. Im deutschen Sprachraum wurde er durch sein 1989 erschienenes Buch Wie ein Dieb in der Nacht bekannt, in dem er sich gegen Verschwörungstheorien über den Tod von Papst Johannes Paul I. wandte. Aufmerksamkeit erregte ferner seine Arbeit über Papst Pius XII., in der er, wie im englischsprachigen Titel „Hitler’s Pope“ deutlich wird, Pius XII. scharf dafür kritisiert durch das Reichskonkordat das NS-Regime politisch legitimiert und damit Widerstand gegen die Diktatur erschwert zu haben. Seine Verurteilung der NS-Verbrechen seien zu vage und daher nutzlos gewesen und Pius habe auch deswegen die Verbrechen an Juden nicht schärfer verurteilt, weil er selbst Antisemit gewesen sei. Insbesondere der Verhaftung der römischen Juden während der deutschen Besatzung 1943/44 sei er nicht entgegentreten. Die Veröffentlichung stieß auf großes Lob, etwa vom renommierten Kirchenhistoriker Owen Chadwick, aber auch auf scharfe Kritik. Cornwell hat seine These seither als Antwort auf Kritik von Fachkollegen und auf neuere Forschungsergebnisse relativiert, hält aber seinem Kernvorwurf fest, dass Pius angesichts des Nationalsozialismus und der Shoa moralisch versagt habe.
Cornwell verfasste auch mehrere Entgegnungen aus christlicher Sicht auf Richard Dawkins.

## Ehrungen
- 1982 – Golden Dagger Award der britischen Crime Writers Association

## Veröffentlichungen (Auswahl)
- Coleridge, Poet and Revolutionary (1772–1804). A Critical Biography. Lane, London 1973, ISBN 0-7139-0461-5.
- Forschen für den Führer. Deutsche Naturwissenschaftler und der Zweite Weltkrieg. Bastei-Lübbe, Bergisch Gladbach 2006, ISBN 3-404-64214-7.
- Mächte des Lichts und der Finsternis. Okkulte Phänomene im Christentum, Mysterien oder Manipulation? Heyne, München 1996, ISBN 3-453-11765-4.
- Pius XII. – Der Papst, der geschwiegen hat. Ullstein, München 2001, ISBN 3-548-60087-5.
- Wie ein Dieb in der Nacht. Der Tod von Papst Johannes Paul I. Paul Zsolnay Verlag, Wien 1989, ISBN 3-552-04111-7.
- Die Beichte. Eine dunkle Geschichte (Original: The Dark Box. A Secret History of Confession, 2014) Berlin Verlag, Berlin 2014, ISBN 3-8270-1155-8.